# Antonio Trigo Mairal
Antonio Trigo Mairal (Madrid, 21 de maig de 1897 - Tolosa de Llenguadoc, 11 d'octubre de 1954) fou un polític socialista madrileny, governador civil de Madrid durant la guerra civil espanyola.
Era treballador metal·lúrgic. Començà la seva activitat sindicat el 1912 a la Sociedad de Moldeadores, posteriorment al sindicat El Baluarte, i fou delegat dels emmotlladors al XII Congrés de la Unió General de Treballadors (UGT) de 1916. Va treballar un temps a Bilbao i va representar els obrers de Girona, Marín i Vigo al XV Congrés de la UGT de 1922 i als de Palma, Vitòria i Vila-real en el XVI Congrés de la UGT de 1928. El mateix any va ingressar a l'Agrupació Socialista de Madrid del PSOE i el 1933 fou vicepresident del Cercle Socialista del Nord de Madrid. Fou detingut i empresonat per participar en la revolució d'octubre de 1934, i no fou alliberat fins 1935. Aleshores fou secretari del Comitè d'Ajuda als Presos i president del Sindicat Metal·lúrgic de la UGT. L'abril de 1936 fou un dels compromissaris del PSOE per la província de Madrid que havien d'escollir al president de la República.
En esclatar la guerra civil espanyola fou nomenat Comissari del Parc d'Artilleria i delegat a Madrid de la subsecretaria d'Armaments. L'abril de 1937 fou nomenat regidor de l'ajuntament de Madrid en representació de la UGT i el juliol de 1937 Governador civil de Madrid, càrrec que va ocupar fins a abril de 1938. Aleshores treballà a la Subsecretaria d'Armament a Catalunya.
La fi de la guerra el va sorprendre al port d'Alacant, on fou detingut i empresonat al camp dels Ametllers i al camp d'Albatera. El 16 de juny de 1939 fou traslladat a la presó de Santa Engracia de Madrid, on fou interrogat i torturat. Va passar per diverses presons, entre elles les de Porlier (maig de 1942) i Yeserías (març de 1943). Fou jutjat en consell de guerra el 23 de juny de 1944 i condemnat a 30 anys de presó, però se li va concedir la llibertat condicional l'1 de desembre de 1945. Aleshores va regentar un taller metal·lúrgic al barri de Las Ventas alhora que participava en l'organització clandestina del PSOE, del que en va presidir la Comissió Executiva interior de juliol de 1948. Fou detingut novament el 27 de juliol de 1949 quan representava al PSOE en l'Aliança Nacional de Forces Democràtiques i en el Comitè Interior de Coordinació amb CNT i monàrquics. Després de passar per l'edifici de la Direcció General de Seguretat fou tancat al penal d'Ocaña, en el que fou objecte d'un nou consell de guerra el 24 de març de 1950 que el va condemnar a 2 anys de presó. Va aprofitar la seva posada en llibertat condicional el gener de 1951 per fugir a Tolosa de Llenguadoc. Allí va participar en el Congrés Extraordinari del PSOE de 31 de març d'aquell any en representació de l'interior, malgrat l'oposició de Wenceslao Carrillo, i en el IV Congrés de la UGT. Fou vocal de les Comissions Executives tant de la UGT com del PSOE fins a la seva mort l'11 d'octubre de 1954.